# Soichi Noguchi
Soichi Noguchi (野口 聡一, Noguchi Sōichi), né le 15 avril 1965 à Yokohama au Japon, est un astronaute japonais. Après une formation en ingénierie aéronautique, il devient ingénieur chez IHI où il travaille sur la conception de moteurs d'avion. Il est sélectionné en 1996 en tant qu'astronaute par la JAXA, l'agence spatiale japonaise.
Il s'envole le 26 juillet 2005 à bord de la navette Discovery depuis le centre spatial Kennedy en Floride pour la mission STS-114, le premier vol de navette depuis l'accident de la navette spatiale Columbia en 2003. Il réalise 3 sorties extravéhiculaires pour la maintenance et l'assemblage de la station spatiale internationale (ISS). La navette se pose le 9 août à la Edwards Air Force Base en Californie après 13 jours de mission.
Il décolle pour sa deuxième mission le 20 décembre 2009 à bord de Soyouz TMA-17 depuis le cosmodrome de Baïkonour au Kazakhstan pour un séjour de longue durée sur l'ISS. Il rentre sur Terre à bord du même vaisseau le 2 juin 2010 après 163 jours passés dans l'espace.

## Formation
Soichi Noguchi est natif de Yokohama dans la province de Kanagawa, mais il considère Chigasaki comme sa ville natale. En 1984 il est diplômé du lycée Chigasaki-Hokuryo, puis il obtient un baccalauréat universitaire ès lettres en 1989 et un master en 1991, tous deux en ingénierie aéronautique à l'université de Tokyo.

## Débuts professionnels
À partir d'avril 1991 il est employé comme ingénieur par Ishikawajima-Harima Heavy Industries. Il complète une formation au département de fabrication (Manufacturing Department) puis il est assigné au groupe d'aérodynamique au sein de la division recherche et développement pour les moteurs d'avion et les opérations spatiales. Il est alors impliqué dans la conception aérodynamique de moteurs d'avions commerciaux, la planification et la complétion des tests des différents composants et l'étude des performances aérodynamiques des compresseurs.

## Astronaute
Il est sélectionné en mai 1996 comme astronaute par l’Agence de développement spatiale nationale du Japon (NASDA) (fusionnée en 2003 dans l’Agence d'exploration aérospatiale japonaise (JAXA)) dans le troisième groupe d'astronautes japonais. D'août 1996 à avril 1998 il suit sa formation d'astronaute candidat au centre spatial Lyndon B. Johnson à Houston en même temps que le groupe d'astronautes 16 de la NASA. Il est ensuite qualifié en tant que spécialiste de mission sur la navette spatiale américaine puis il est assigné à la direction des charges utiles et de l'habitabilité du bureau des astronautes. Du 14 juillet au 7 août 1998 il suit une formation au Yuri Gagarin Cosmonaut Training Center non loin de Moscou en Russie sur les systèmes spatiaux russes et leur expérience des séjours de longue durée dans l'espace. Il continue ensuite sa formation au centre spatial Johnson tout en travaillant sur le développement de Kibo, le module japonais de la station spatiale internationale.
Il est chef du groupe des astronautes de la JAXA d'août 2012 à avril 2016. En septembre 2013 il participe à une mission NEEMO de 5 jours à bord du laboratoire sous-marin Aquarius, situé 20 mètres sous la surface de l'eau non loin des côtes de la Floride. L'équipage comprend également les astronautes Kathleen Rubins, Andreas Mogensen et Joseph Acaba,.

### Mission STS-114

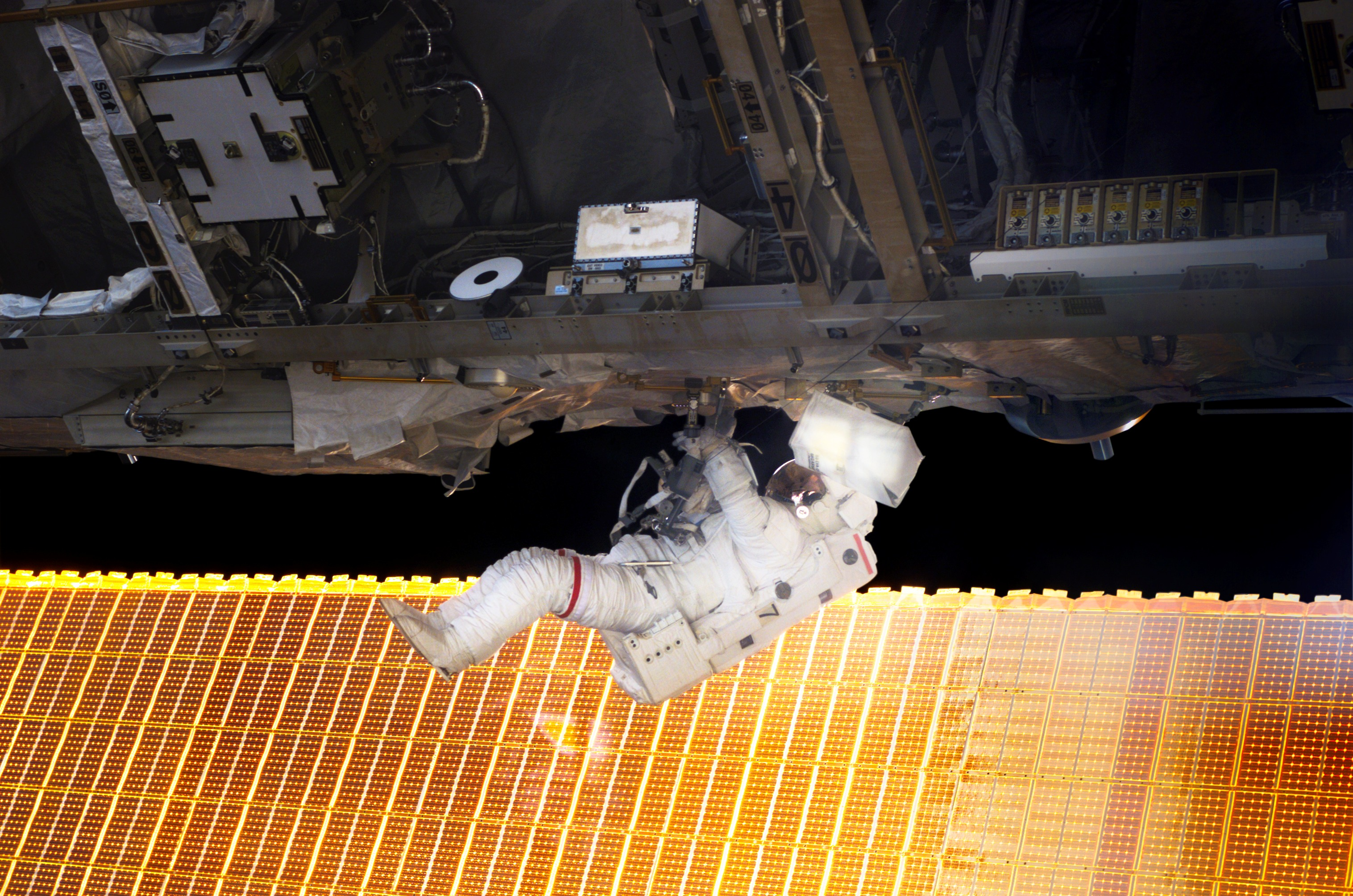
Soichi Noguchi durant sa première sortie extravéhiculaire lors de la mission STS-114.

Le 12 avril 2001 il est assigné au vol STS-113 alors prévu pour juillet 2002 sur la navette spatiale Endeavour en tant que spécialiste de mission, mais il est ensuite transféré à la mission STS-114 planifiée à bord de la navette Atlantis en mars 2003. L'accident de la navette spatiale Columbia change ces plans, et tous les vols de navette sont reportés et les équipages réorganisés. La mission STS-114 est transférée sur la navette Discovery, il doit s'agir de la première mission depuis l'accident. Le vol est plusieurs fois reporté puis en mai 2005 le décollage est annoncé pour le 23 juillet. Mais 2 heures et demi avant le lancement le tir est reporté en raison du dysfonctionnement d'un capteur.

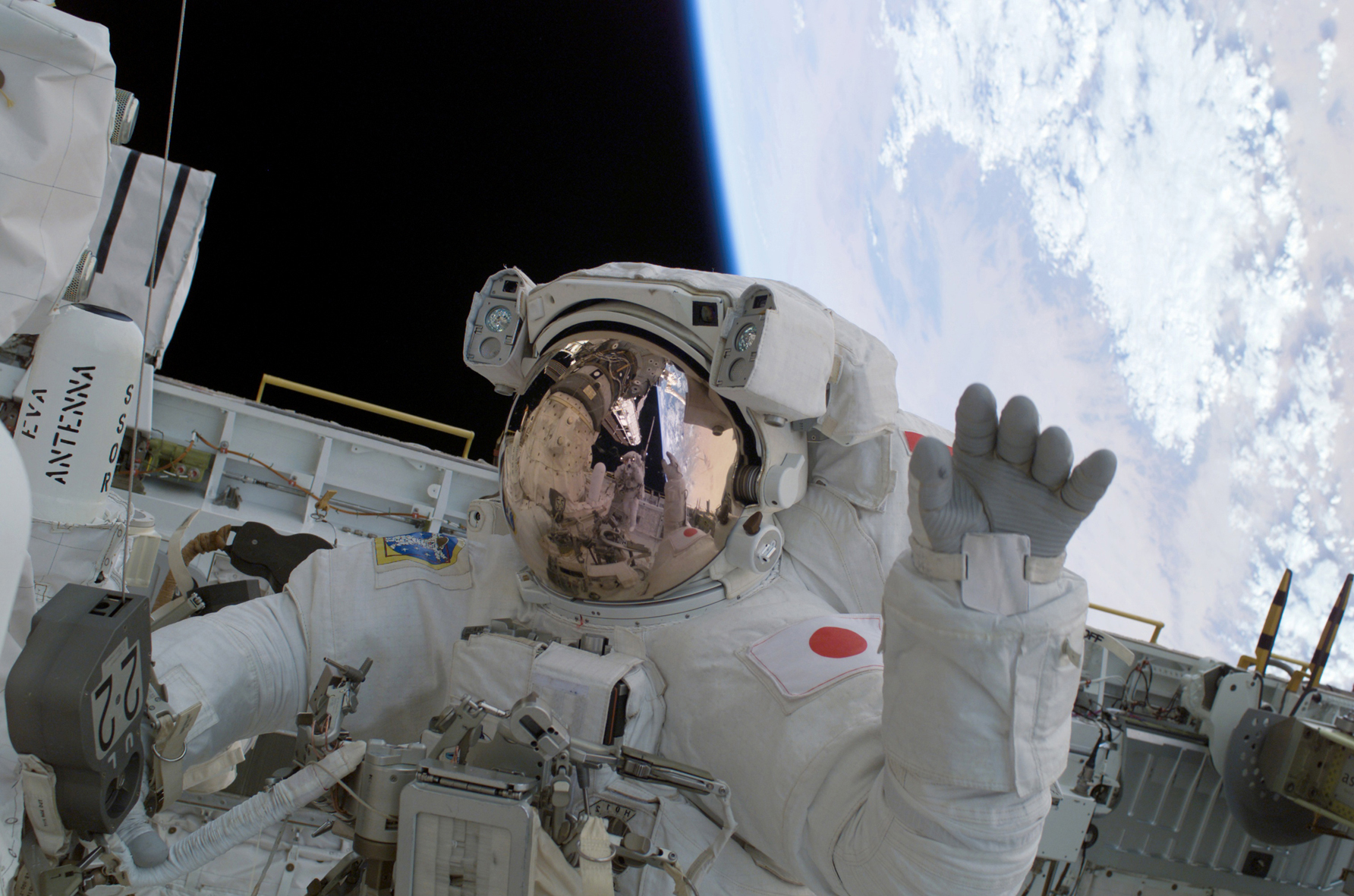
Soichi Noguchi dans la soute de la navette durant sa deuxième sortie extravéhiculaire lors de la mission STS-114.

Après des réparations, le décollage a finalement lieu le 26 juillet 2005. De nouvelles procédures de sécurité sont mises en pratique, le bouclier thermique de l'orbiteur est inspecté en profondeur et des techniques de réparation sont testées et évaluées une fois en orbite. La navette Discovery s'amarre à la station spatiale internationale (ISS) le 28 juillet. Noguchi réalise 3 sorties extravéhiculaires (EVA) avec l'astronaute américain Stephen Robinson au cours de cette mission pour un total de 20 heures et 5 minutes. Il devient le premier astronaute japonais à sortir sur les flancs de l'ISS. La première a lieu le 30 juillet afin de tester des techniques de réparation du bouclier thermique de l'orbiteur et d'installer une plateforme de stockage à l'extérieur de la station. La deuxième a lieu le 1er août afin de changer un des gyroscopes de l'ISS, puis la troisième a lieu le 3 août dans le but d'installer une boîte à outils sur le sas Quest, un module d'expérience sur la poutre de la station, et afin de conduire des opérations de maintenance du bouclier thermique de la navette.  
L'atterrissage était tout d'abord prévu le 8 août à la Shuttle Landing Facility au centre spatial Kennedy en Floride, mais en raison du mauvais temps il est reporté d'une journée et déplacé à la Edwards Air Force Base en Californie. La navette Discovery se pose sans encombre le 9 août après un vol de 13 jours et 21 heures.

### Expéditions 22/23

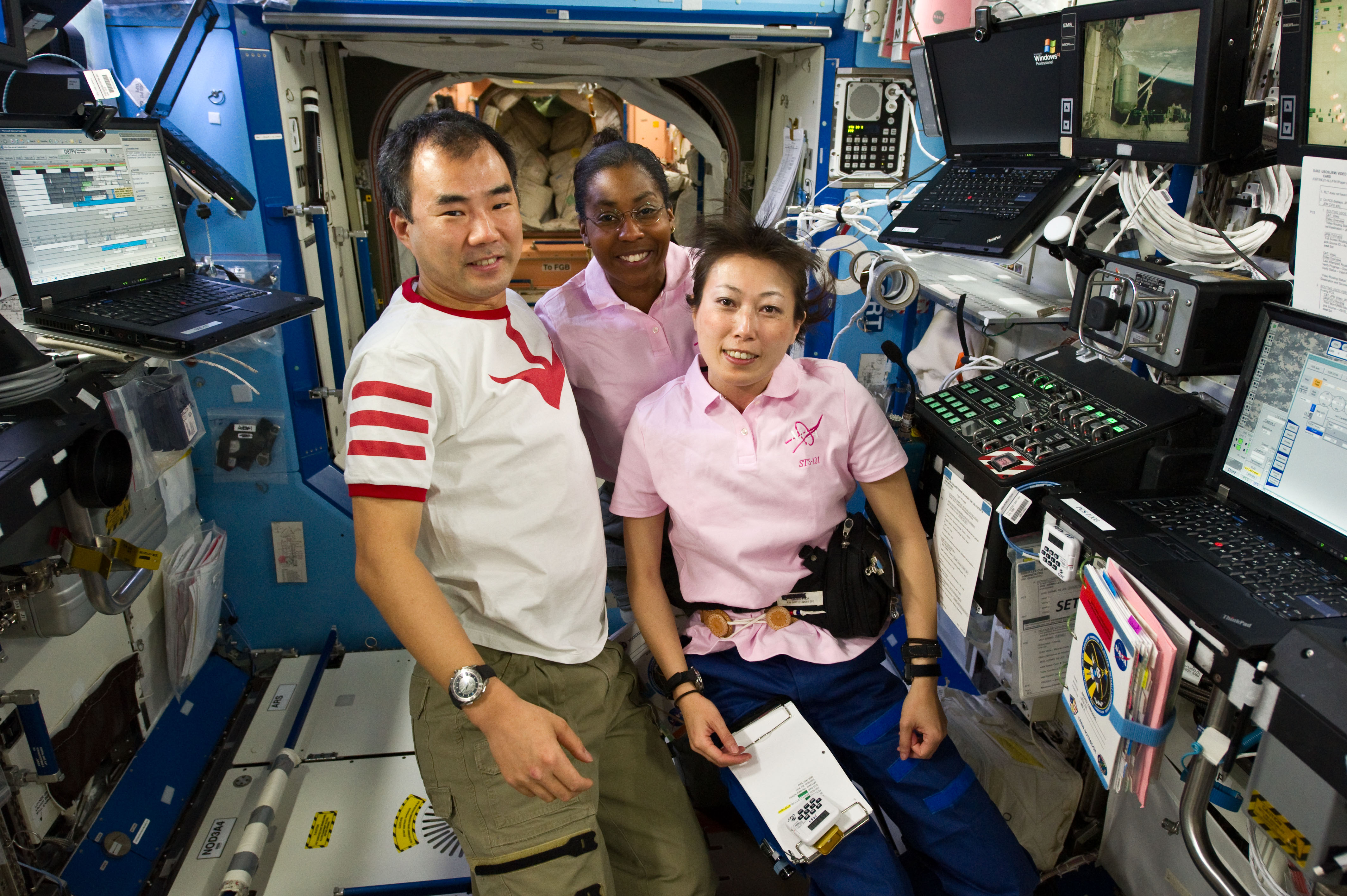
Soichi Noguchi au cours de sa première mission à bord de la station spatiale internationale avec les astronautes Stephanie Wilson et Naoko Yamazaki, toutes deux membres d'équipage de STS-131.

En janvier 2006 il commence son entraînement au Yuri Gagarin Cosmonaut Training Center en vue d'une mission de longue durée à bord de la station spatiale internationale. Du 16 au janvier 2006 il participe à un entraînement de survie en forêt à 30 km de Moscou avec le cosmonaute russe Salizhan Sharipov et l'astronaute japonais Koichi Wakata. En août de la même année il est temporairement assigné en tant que doublure de l'expédition 16. Le 13 février 2007 il est doublure de l'expédition 18. Le 14 mai 2008 la JAXA annonce qu'il a été assigné à l'expédition 22 pour une mission de 6 mois à bord de l'ISS. Cette nomination est ensuite confirmée par Roscosmos le 21 septembre puis par la NASA le 21 novembre.
Il s'envole le 20 décembre 2008 en tant qu'ingénieur de vol à bord de Soyouz TMA-17 depuis le cosmodrome de Baïkonour au Kazakhstan avec le cosmonaute russe Oleg Kotov et l'astronaute américain Timothy Creamer, puis ils s'amarrent à l'ISS le 22 décembre. Durant son séjour la mission STS-131 à bord de la navette Discovery s'amarre à l'ISS afin de ravitailler et de poursuivre l'assemblage de la station. L'astronaute de la JAXA Naoko Yamazaki fait partie de l'équipage, c'est alors la première fois que deux astronautes japonais travaillent à bord de la station en même temps. Après avoir participé aux expéditions 22 et 23, Noguchi rentre sur Terre le 2 juin 2010 à bord de Soyouz TMA-17, se posant au Kazakhstan à 148 km au sud-est de la ville de Jezkazgan après 163 jours passés dans l'espace,.

### Doublure de Soyouz MS-13
En décembre 2017 il commence son entraînement au centre spatial Johnson à Houston en prévision d'une troisième mission. Le 5 février 2018 il commence sa formation au Yuri Gagarin Cosmonaut Training Center en vue d'un futur vol à bord du vaisseau Soyouz. Il participe 3 jours à un entraînement de survie en forêt du 14 au 16 février avec le cosmonaute russe Sergei Ryzhikov et l'astronaute américaine Jessica Meir. En juillet 2018 il participe à un entraînement de survie dans la situation où la capsule amerrit, avec le cosmonaute russe Sergei Ryzhikov et l'astronaute américain Thomas Marshburn. Tous trois valident leur entraînement du vaisseau Soyouz le 26 juin 2019 puis celui du segment russe de la station spatiale internationale le 27. Ils sont ensuite l'équipage doublure de la mission Soyouz MS-13 jusqu'à son décollage le 20 juillet 2019.

### Expéditions 64/65
Le 23 juillet 2019 la JAXA annonce qu'il commencera son entraînement en vue d'un futur vol à bord d'un vaisseau américain du Commercial Crew Program. Le 31 mars 2020 la NASA confirme qu'il volera en tant que spécialiste de mission à bord de SpaceX Crew-1 pour participer aux expéditions 64 et 65 sur la station spatiale internationale.
Il s'envole le 16 novembre 2020.

## Vie privée
Il est marié avec Mikio Noguchi, ingénieure, avec qui il a trois filles. Il apprécie le jogging, le basketball, le ski, la randonnée et le camping.

## Distinctions
Il reçut plusieurs prix au cours de sa carrière dont :
- Nasa Space Flight Medal en 2005
- Médaille "Pour mérite dans l'exploration spatiale" de la fédération de Russie en 2011
- (5734) Noguchi